# Geometrie

Ilustrace Pythagorovy věty o pravoúhlých trojúhelnících

Geometrie (řecky γεωμετρία, z gé – země a metria – měření) je matematická věda, která se zabývá otázkami tvarů, velikostí, proporcí a vzájemných vztahů obrazců a útvarů a vlastnostmi prostorů. Geometrie bývá považována za jeden z nejstarších vědních oborů vůbec. V Ottově slovníku naučném heslo Geometrie začíná slovy:
Geometrie, měřičství, jest nauka o veličinách a útvarech prostorových. Pojmů těchto útvarů nabýváme abstrakcí z předmětů hmotných.

Jednoduché geometrické útvary byly známy již v paleolitu a podrobněji zkoumány ve všech starověkých civilizacích. Geometrie sloužila původně pro praktické účely v zeměměřičství a stavebnictví. Na vědecké úrovni se jim poprvé věnovali staří Řekové. K slavným geometrickým problémům patřily otázky o konstruovatelnosti některých geometrických útvarů pomocí idealizovaného pravítka a kružítka.
Ve středověku a raném novověku ovlivnilo studium astronomie rozvoj sférické geometrie a objevení perspektivy v malířství vznik projektivní geometrie. V 17. století René Descartes objevil souřadnice, což umožnilo vznik analytické geometrie a zkoumání geometrie algebraickými prostředky. V 19. století byl významný vznik neeukleidovských geometrií. Ve 20. století se o rozvoj geometrie zasloužili mj. čeští matematikové Eduard Čech, který se zabýval diferenciální geometrií, a Petr Vopěnka, který kromě teoretických prací napsal řadu popularizačních knih o historii geometrie.
Geometrie má úzkou souvislost s algebrou a fyzikou. Riemannova geometrie popsaná v 19. století našla uplatnění jako model časoprostoru v Einsteinově obecné teorii relativity. V současnosti se geometrie pořád vyvíjí a to jak geometrie praktická (například výpočetní geometrie a počítačová grafika), tak teoretická, která má úzkou souvislost s teoretickou fyzikou.

## Historie

### Starověk

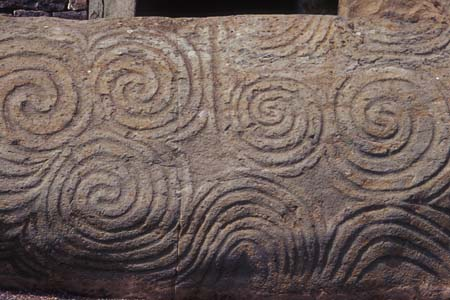
Neolitické umění: kámen zdobený geometrickými motivy (Newgrange, Irsko)

Geometrické útvary patří vedle čísel k nejstarším zkoumaným předmětům matematiky, jednoduchou představu o některých z nich měli lidé zřejmě již v paleolitu, starší době kamenné. V neolitu se pak různé útvary staly základem geometrické ornamentiky na více místech světa. Další rozvoj přišel s nástupem prvních států v Mezopotámii a Egyptě, kde se poznatky o útvarech využívaly v zeměměřičství a stavebnictví. Babylóňané již znali zvláštní případy Pythagorovy věty a egyptští geometři uměli počítat obsah trojúhelníka i kruhu, přičemž jejich odhad čísla pí byl asi 3,1605. K řadě poznatků se dospělo také ve starověké Indii a Číně.

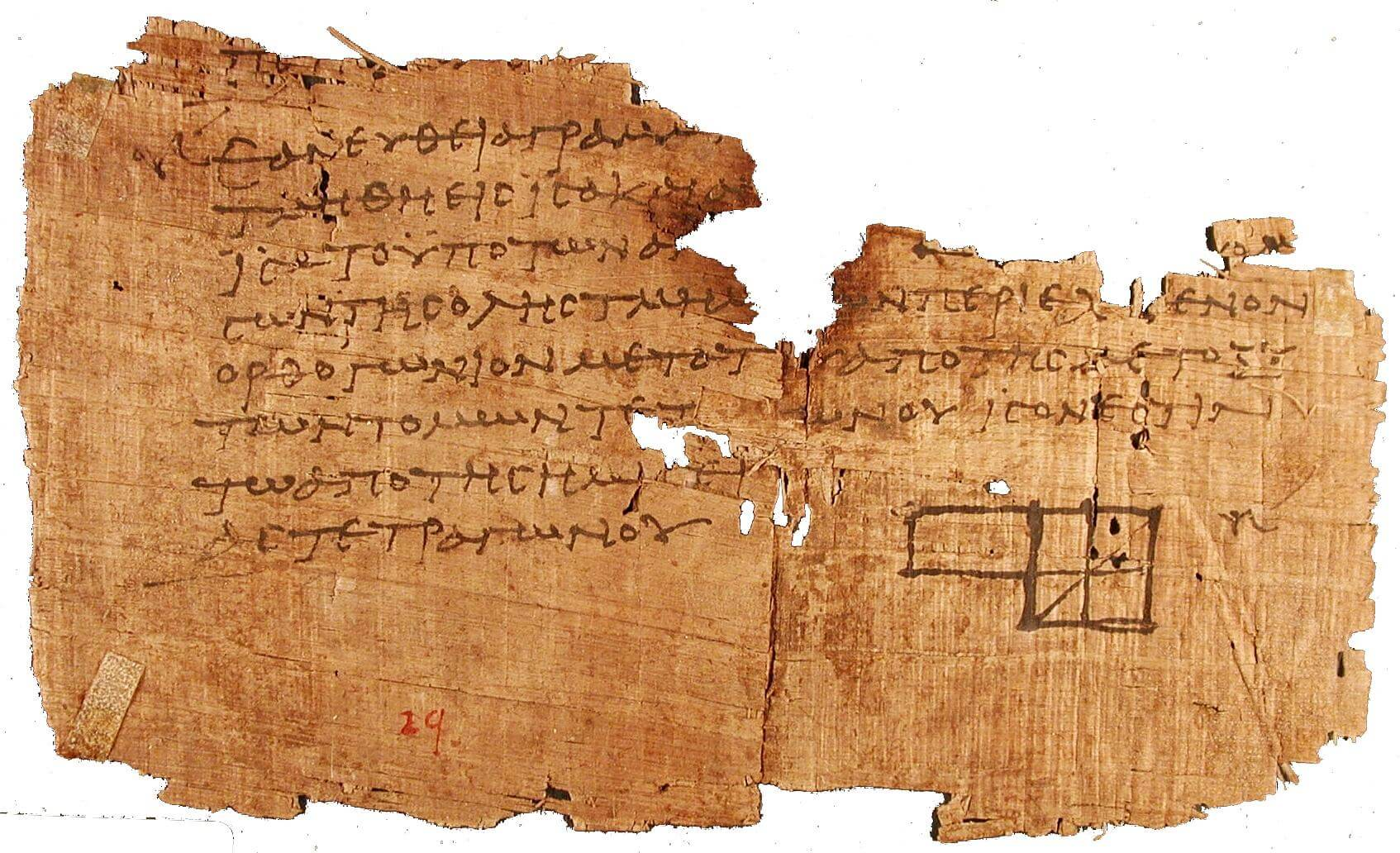
Oxyrhynský papyrus s fragmentem Eukleidových Základů

Na vědeckou úroveň povznesli matematiku staří Řekové. Filozof, matematik a astronom Thalés z Milétu jako jeden z prvních zkoumal geometrické útvary pomocí dedukce a abstraktních úvah. Dokázal například změřit vzdálenost lodě na moři pomocí její relativní velikosti a předpověděl zatmění Slunce v roku 585 př. n. l. Další známou postavou se stal Pythagoras, který žil v 6. století př. n. l. Působil na jihu Itálie a založil tam školu, která byla přístupná mužům i ženám. Na škole měl neomezenou autoritu. Z této doby pochází pravděpodobně formální důkaz Pythagorovy věty, ačkoliv nejstarší zachovalý formální důkaz známe až od Eucleida.
Eukleida dnes považujeme za nejvýznamnějšího geometra starověku. Jeho kniha zvaná Základy (Στοιχεῖα) se stala na dlouhou dobu základní učebnicí geometrie. Eukleides v této knize zachytil abstraktní strukturu geometrických útvarů pomocí definic, axiomů a postulátů. Geometrie vycházející z těchto postulátů se nazývá Eukleidovská geometrie a v moderní formě se dnes učí na základních i středních školách.
V roce 212 př. n. l. změřil zakladatel geografie Eratosthenés z Kyrény poloměr Zeměkoule porovnáním velikosti stínů ve dvou městech ve stejném čase. Aristarchos ze Samu podobným způsobem pomocí trigonometrie změřil vzdálenost a velikost Měsíce.
Další geometrické konstrukce známé již ve starověku jsou platónská tělesa (Platón je popsal a uvažoval o jejich hlubším smyslu, zatímco Eukleides dokázal, že žádná další takto pravidelná tělesa již neexistují), Zénónovy paradoxy o nekonečném dělení úsečky nebo Archimédovy myšlenky o výpočtu objemu těles, předjímající pozdější integrální počet. Geometrie se týkají také tři slavné problémy, které starověká matematika zanechala nevyřešené: trisekce úhlu, zdvojení krychle a kvadratura kruhu.

### Středověk

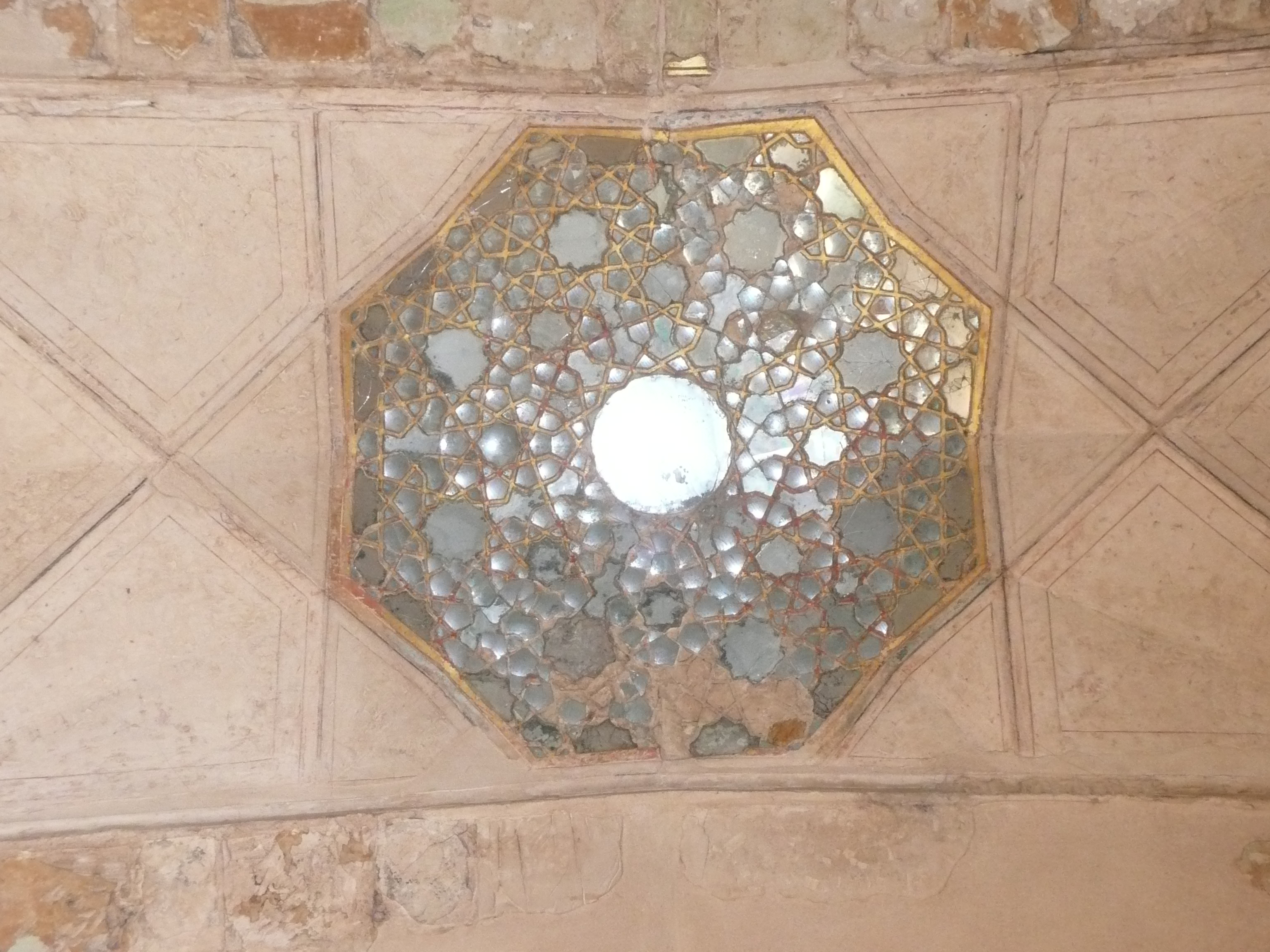
Dláždění girih ve městě Isfahán, Íránu

Ve středověku rozvíjeli geometrii především Arabové. Vznikly trigonometrické tabulky a díky arabskému astronomovi al-Battánímu se objevily první poznatky sférické trigonometrie. Arabský filozof a matematik Thabit ibn Qurra v 9. století mimo jiné odvodil vzorec pro zobecněnou Pythagorovu větu, zahrnující i nepravoúhlé trojúhelníky.
Mnohé zajímavé geometrické útvary možno najít ve středověké islámské architektuře. Jako dekorace některých staveb se například používala dláždění skládající se z pěti typů dlaždiček (tzv. girih dlaždičky), z kterých je podle novějších výzkumů možné sestrojit i neperiodická dláždění.
Arabští matematici také uměli algebraicky řešit jisté kubické rovnice a interpretovat výsledky geometricky.
V Evropě se v té době na většinu starověkých znalostí zapomnělo a na nově zakládaných evropských univerzitách pak byla používána literatura, která vznikla překladem matematických
spisů z arabštiny do latiny, v geometrii hlavně Eukleidových Elementů.
V raném novověku rozvoj mechaniky podnítil zájem např. o výpočet těžiště.

### Novověk a současnost

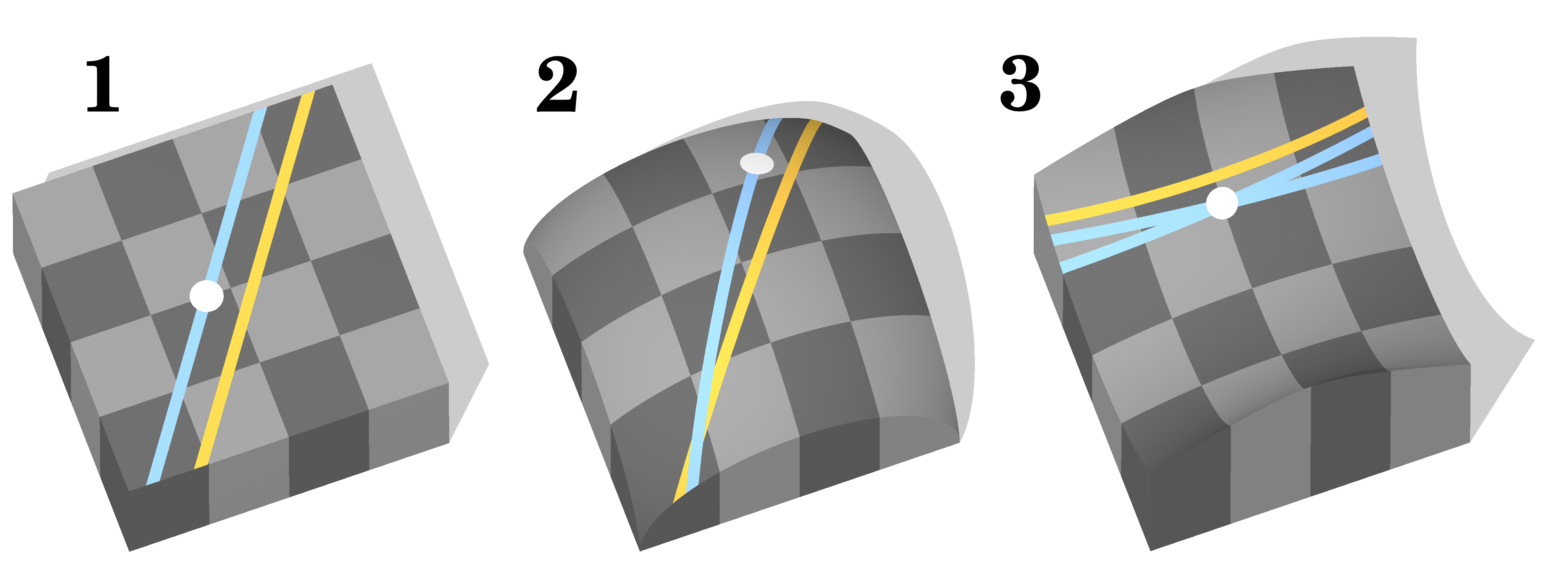
Na sféře (2) nemůžeme vést daným bodem rovnoběžku, přímky se vždy protnou. Na hyperboloidu (3) naopak můžeme vést více rovnoběžek.

V 17. století zavedl René Descartes do geometrie souřadnice, čímž položil základy analytické geometrie. Analytická geometrie umožňuje vyjadřovat geometrické útvary prostřednictvím rovnic, a řešit geometrické problémy algebraickou a analytickou cestou. Také to umožnilo zobecnění geometrických úvah na n-rozměrné Eukleidovské prostory i pro n>3.
Ke zkoumání geometrických problémů tak bylo možno použít diferenciální a integrální počet, které vznikly díky Isaacu Newtonovi a Gottfriedu Leibnizovi.
Paralelní směr vývoje vedl úsilím geometrů jako Gérard Desargues, Jean-Victor Poncelet, August Ferdinand Möbius či Arthur Cayley k vytvoření projektivní geometrie, původně motivované teorií perspektivy v malířství. Tato geometrie abstrahuje od pojmu metriky (měření vzdáleností) a stojí pouze na axiomech o bodech a přímkách, které se od Eukleidovské geometrie mírně liší (víc odpovídá malířskému plátnu, kde se rovnoběžky "protnou" v nekonečnu).
V 19. století se objevila řada nových proudů a poznatků. Leonhard Euler a Carl Friedrich Gauss, Nikolaj Ivanovič Lobačevskij a Bernhard Riemann popsali první neeukleidovské geometrie, tj. geometrie, ve kterých nemusí existovat právě jedna rovnoběžka s danou přímkou procházející daným bodem.
Tyto konstrukce zároveň ukázaly, že Eukleidův pátý postulát je nezávislý na zbylých čtyřech postulátech (nedá se z nich dokázat ani vyvrátit), což byl v předchozích staletích slavný nevyřešený problém. Riemannova geometrie našla později uplatnění v obecné teorii relativity Alberta Einsteina, kde se fyzikální čas a časoprostor popisuje jako (pseudo) Riemannovská varieta.
Évariste Galois popsal počátkem 19. století symetrii polynomů v jedné proměnné a ukázal, že polynom pátého a vyššího stupně není možné obecně řešit pomocí radikálů. Jeho ideje vedly přímo k teorii grup popsané Nielsem Henrikem Abelem. Teorie grup umožňuje analyzovat symetrie abstraktním způsobem a práce Évarista Galoise vedla k vyřešení starověkých problémů trisekce úhlu, zdvojení krychle a kvadratury kruhu. Ukázalo se, že tyto konstrukce obecně nelze vytvořit jenom za pomocí pravítka a kružítka.

Paralelně s tímto vývojem se od konce 19. století objevují různá axiomatická zavedení geometrie (David Hilbert, Alfred Tarski, George David Birkhoff), z nichž nejznámější je Hilbertova axiomatizace. V těchto pojetích se definují základní objekty (obvykle bod, přímka a prostor), relace (například relace bod je mezi dvěma jinými body apod.) a soustava axiomů, ze kterých se dokazují všechna další tvrzení.
Další významné nové myšlenky do geometrie přinesl Felix Klein ve vlivném Erlangenském programu v roce 1872. Popsal geometrii pomocí grupy symetrií, které zachovávají nějakou strukturu. Pro Eukleidovskou geometrii je to grupa všech posunutí, otočení a zrcadlení, která zachovává vzdálenosti bodů a úhly vektorů. Podle Kleinova přístupu byla každá ze známých geometrií plně charakterizována grupou zachovávající strukturu, která je příslušné geometrii vlastní. Tento přístup vedl ke studiu tzv. Lieových grup, ke kterému výrazně přispěli Sophus Lie a Élie Cartan, který zavedl velmi obecnou definici geometrie, zahrnující všechny tehdy známé geometrické struktury.
Ve 20. století se geometrie nadále vyvíjela více paralelními směry. Geometrie jsou obvykle popisovány jako matematický prostor (hladká varieta nebo topologický prostor) a nějaká další struktura na něm. Převádění těchto struktur, které se často objevují v moderní fyzice, na univerzální Cartanovu definici geometrie, řeší tzv. problém ekvivalence, který se v různých podobách objevuje po celé dvacáté století. Od 50. let je populární podobor geometrie tzv. algebraická geometrie (významnými představiteli jsou například Jean-Pierre Serre a Alexander Grothendieck), která studuje vlastnosti algebraických variet.
Přestože je geometrie nejstarší oblastí matematiky, dodnes se vyvíjí. V roce 1995 dokázal Andrew Wiles slavnou velkou Fermatovu větu pomocí teorie eliptických křivek, což je jeden se současných geometrických oborů. Od konce 70. let je v matematice populární Langlandsův program, což je řada hypotéz, které dávají do souvislostí problémy Teorie čísel a reprezentace jistých grup. Geometrická reformulace tohoto programu byla navržena Gérarddem Laumonem a Vladimirem Drinfeldem. Studium geometrických struktur má také úzkou souvislost s řešením parciálních diferenciálních rovnic a problém existence a počtu řešení takových soustav se dá studovat pomocí geometrických metod.
 Od 80. let 20. století se objevují pokusy studovat problémy pravděpodobnosti a matematické statistiky pomocí metod diferenciální geometrie, což vedlo k zavedení pojmu informační geometrie.
 V současnosti je také studována tzv. Finslerova geometrie, což je jisté zobecnění Riemannovy geometrie (umíme měřit vzdálenosti, ale úhly vektorů nikoliv).

Na přelomu 20. a 21. století definoval Clayův matematický institut sedm tzv. "problémů tisíciletí". Jeden z nich, Hodgeova domněnka, je (zatím nevyřešený) problém z algebraické geometrie. Jiný, Poincarého domněnka, se týká klasifikace jisté třídy třírozměrných variet a byl (jako zatím jediný) vyřešen v roce 2002 ruským židovským matematikem Grigorijem Perelmanem, který následnou milionovou odměnu i Fieldsovu medaili odmítl.

## Členění geometrických oborů
Následuje neúplný seznam nejvýznamnějších a nejznámějších konceptů a podoborů, které se v geometrii vyskytují.

### Eukleidovská geometrie
Eukleidovská geometrie se zabývá vlastnostmi a vztahy geometrických útvarů v Eukleidovském prostoru, tj. v prostoru, ve kterém platí Eukleidovy postuláty. Jedná se o historicky nejstarší geometrii, která byla důkladně popsána a studována už ve starém Řecku.
V této geometrii jsou definovány body, přímky, úsečky, kružnice, vzdálenosti bodů a také velikosti a úhly vektorů. Součet úhlů v každém trojúhelníku je 180 stupňů a v pravoúhlých trojúhelnících platí Pythagorova věta. Důležitou částí Eukleidovy geometrie jsou konstrukce pravítkem a kružítkem, které se učí na základních a středních školách.
Eukleidova geometrie se využívá například v počítačové grafice a krystalografii. Slouží také jako fyzikální model prostoru v klasické fyzice a jako teoretický základ deskriptivní geometrie.

### Neeukleidovská geometrie

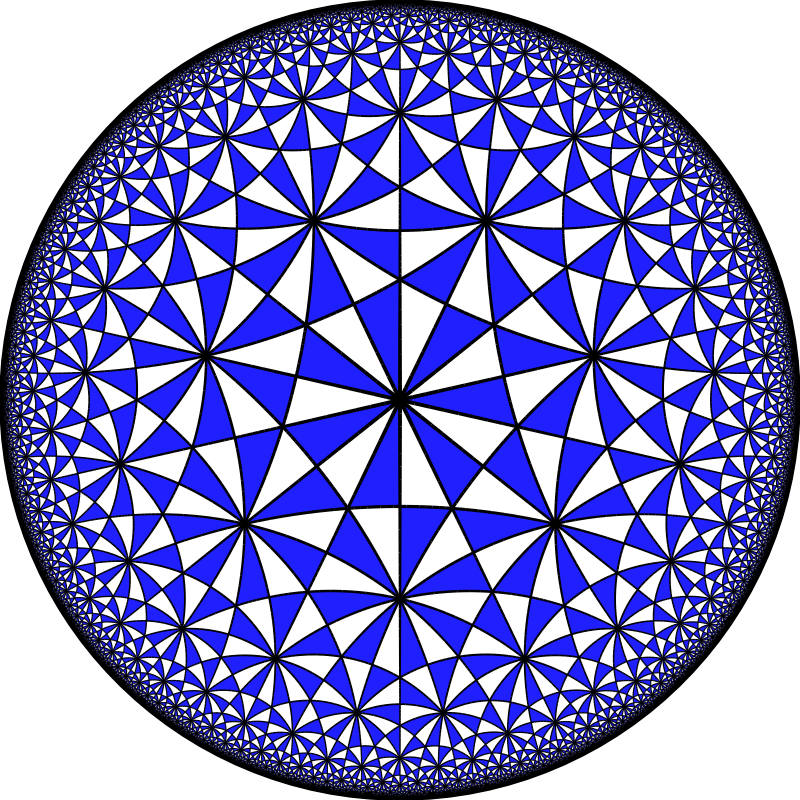
Teselace hyperbolické roviny. Všechny znázorněné trojúhelníky jsou v hyperbolické geometrii stejně velké a vzájemně shodné. Vzdálenosti v tomto modelu nejsou věrné (okraj kruhu je nekonečně daleko), úhly ale ano. Součet úhlů v trojúhelníku je vždy menší než 180 stupňů.

#### Sférická geometrie
Sférická geometrie popisuje geometrii prostoru, který odpovídá sféře (povrchu koule). Je to geometrie metrická, dají se na ní definovat přímky a úsečky jako křivky, které jsou lokálně nejkratší spojnice bodů (tzv. geodetiky). Přímky na sféře jsou všechny hlavní kružnice a libovolné dvě přímky se protnou. Součet úhlů v každém trojúhelníku je větší než 180 stupňů. Sférická geometrie má aplikace v geodezii a astronomii.

#### Lobačevského geometrie
Lobačevského geometrie, anebo také hyperbolická geometrie, je neeukleidovská geometrie zavedená Jánosem Bolyaiem a Nikolajem Ivanovičem Lobačevským počátkem 19. století. Jsou v ní definovány body, úsečky, přímky, úhly a kružnice takovým způsobem, že platí první čtyři Eukleidovy postuláty, nikoliv ale pátý. Pro přímku a bod, který na ní neleží, existuje v Lobačevského geometrii nekonečně mnoho přímek, které prochází daným bodem a přímku neprotínají. Součet úhlů v trojúhelníku je v této geometrii vždy menší než 180 stupňů.
Lobačevského geometrie se dá lokálně modelovat na plochách, které mají konstantní a zápornou Gaussovu křivost. V třírozměrném Eukleidovském prostoru to splňují pseudosféry, které jsou lokálně izometrické hyperbolické rovině. Plocha v třírozměrném Eukleidovském prostoru, která by byla modelem celé hyperbolické roviny ale neexistuje.

### Deskriptivní geometrie

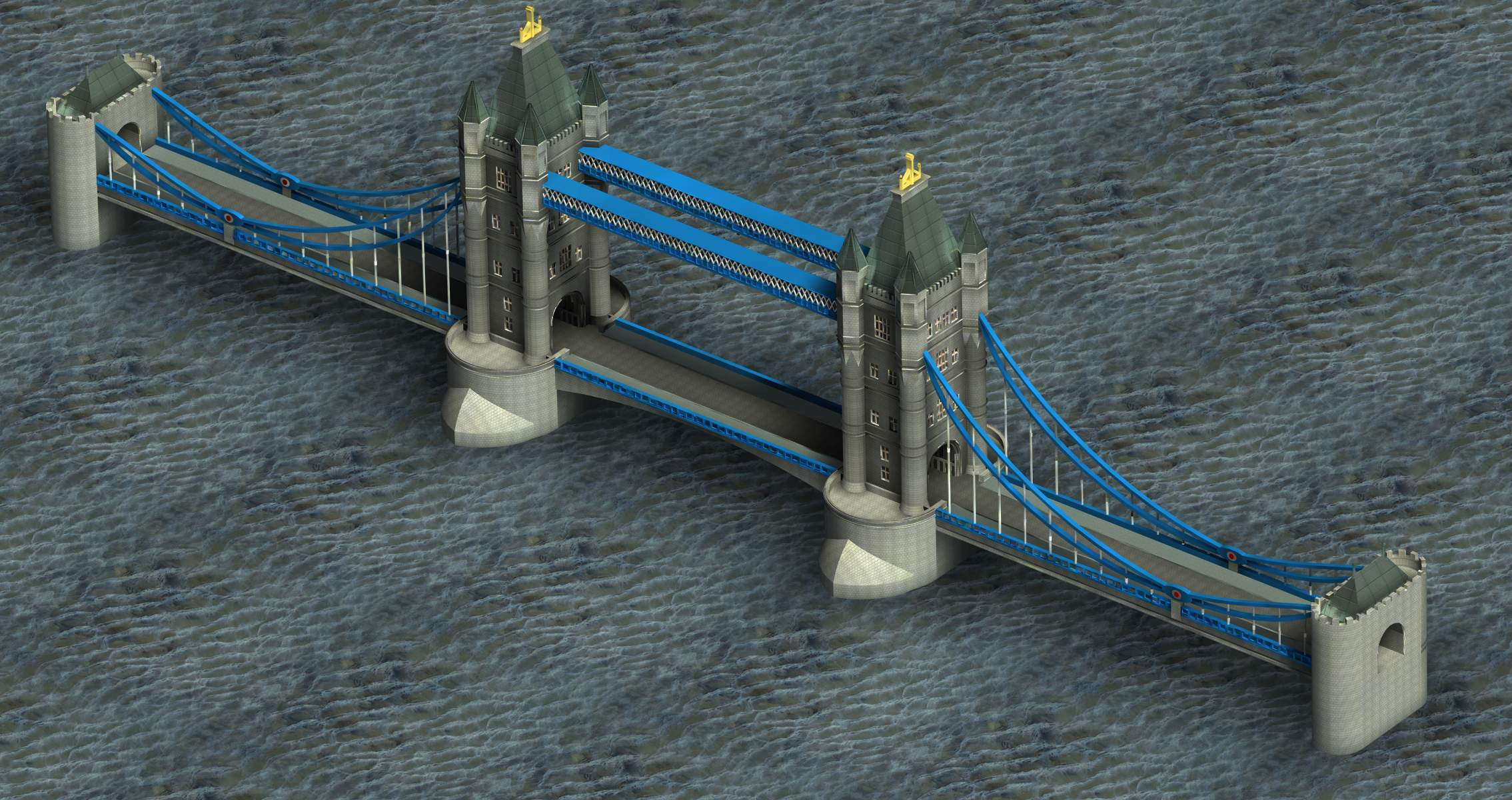
Počítačový model Londýnskeho Tower Bridge

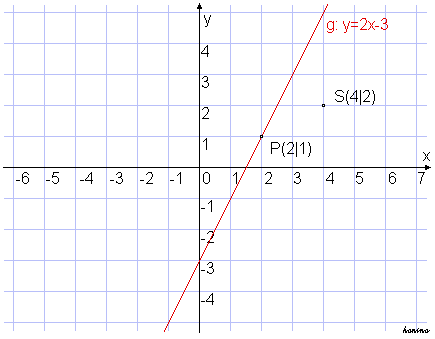
Rovnice přímky g a souřadnice bodů P, S v rovině. Bod P leží na přímce, S ne, což se dá zjistit dosazením souřadnic bodů do rovnice přímky.

Deskriptivní geometrie je věda o zobrazování prostorových útvarů do roviny. Jejím obsahem je popis, jak přesně zakreslit různé prostorové útvary na dvourozměrný papír anebo zobrazit na monitor.
Lineární promítací metody byly používány již v Chaldeji (2300 př. n. l.) a starém Egyptě (1 200 př. n. l.). Za zakladatele deskriptivní geometrie v dnešním slova smyslu je považován Gaspard Monge (1746–1818), který v díle Géometrie descriptive (1799) popsal kolmé promítání na dvě kolmé průmětny (Mongeovo promítání).
Metody deskriptivní geometrie se používají například v strojírenství, architektuře, stavebnictví, malířství a kartografii.

### Analytická geometrie
Za zakladatele analytické geometrie je považován René Descartes, který publikoval základní metody v roce 1637. Analytická geometrie zkoumá geometrické problémy a geometrické útvary popisem jejich souřadnic v pevně zvolené soustavě souřadnic. Popis problému pomocí rovnic pak umožňuje řešit geometrické problémy algebraickými a analytickými prostředky.
Geometrické problémy a útvary, které se dají popsat ve vhodně zvolené souřadné soustavě lineární funkcí, jsou předmětem studia lineární algebry. Kuželosečky se v analytické geometrii popisují kvadratickým polynomem ve více proměnných.
Výuka analytické geometrie je dnes podstatnou součástí výuky matematiky na středních školách.

### Axiomatické geometrie
Axiomatický přístup ke geometrii znamená budovat nějakou teorii z co nejmenšího počtu jednoduchých pravidel (axiomů). Tento přístup stojí v protikladu s geometrií analytickou, která reprezentuje objekty jako množiny bodů. Náznaky se objevily už u Eukleida, který formuloval slavných 5 postulátů. V průběhu 19. století se v souvislosti s objevením neeukleidovkých geometrií Gausse, Lobačevského a Bolyaie obnovil zájem o axiomatizaci těchto struktur. David Hilbert v knize Grundlagen der Geometrie položil základy axiomatické geometrie.
Jiný název pro axiomatickou geometrii je syntetická geometrie.

### Afinní geometrie
Afinní geometrie je typ geometrie, v které jsou definovány body, vektory a přímky, nikoliv ale úhly, vzdálenosti a kružnice. Afinní geometrie splňují první, druhý a pátý Eukleidův postulát. Název afinní zavedl Leonard Euler, jako samostatní disciplína se afinní geometrie chápe od Kleinova Erlangenského programu.
Model pro afinní geometrii je obvykle afinní prostor spolu s množinou afinních transformací. Afinní transformace převádí přímky na přímky a zachovávají poměr délek úseček na přímce. V reálné afinní rovině afinní transformace také zachovávají poměr obsahů těles, těžiště trojúhelníků, převádějí elipsy na elipsy, paraboly na paraboly a hyperboly na hyperboly.
Afinní geometrie v rovině je možné zadat také axiomaticky. Důležitou část axiomů tvoří axiomy o existenci rovnoběžek a tvrzení, že paralelnost přímek je relace ekvivalence.
V lineární algebře se dá afinní prostor zkonstruovat z libovolného vektorového prostoru nad tělesem jako jeho afinní rozšíření. Grupa symetrií této geometrie je tzv. afinní grupa, obsahující všechna posunutí a regulární lineární zobrazení vektorů.

### Projektivní geometrie
Projektivní geometrie může být zadána pomocí axiomů, které se od Eukleidovské geometrie liší v tom, že neexistují rovnoběžky a libovolné dvě různé přímky v projektivní rovině se protnou. V této geometrii jsou definovány body a přímky, nikoliv ale úhly a vzdálenosti. Model pro projektivní geometrie je obvykle nějaká projektivní přímka, projektivní rovina, anebo projektivní prostor.
Původně byl její vznik inspirován perspektivou v malířství. K rozvoji projektivní geometrie výrazně přispěli Desargues, Poncelet, Möbius, Cayley a další.
V abstraktnějším pojetí studuje projektivní geometrie struktury invariantní vůči projektivním transformacím (homografiím). Invariant takových transformací je dělicí dvojpoměr. V lineární algebře se dá projektivní prostor zkonstruovat z libovolného afinního prostoru jako jeho projektivní rozšíření.

### Kleinova geometrie
Koncept symetrie se objevuje v geometrii od antiky. Kruh, pravidelný mnohoúhelník a Platónská tělesa vykazují vysokou míru symetrie což vzbuzovalo pozornost řeckých filozofů. Od konce 19. století se objevuje pojetí, že symetrie nějakého objektu (útvar, prostor, geometrie) je jeho charakteristická vlastnost. Popis symetrie je úzce spojen s teorií grup. Toto pojetí je formalizováno v Erlangenském programu Felixe Kleina. Klein v roce 1872 na přednášce v Erlangenu definoval geometrii takto:
Geometrie je studium invariantů vůči grupě transformací.

Transformace známých geometrií jsou popisovány pomocí Lieových grup a naopak, studium Lieových grup vedlo k popisu nových geometrických struktur. Geometrie, která je zadána pomocí Lieovy grupy G transformací nějakého prostoru a její význačné podgrupy H, se nazývá Kleinova geometrie. Speciální volba grup G,H vede na Eukleidovskou, afinní a projektivní geometrii. Zobecnění těchto idejí rozpracoval Élie Cartan.

### Diferenciální geometrie
Diferenciální geometrie je označení pro geometrické obory, které studují geometrické struktury pomocí metod diferenciálního počtu. Základy diferenciální geometrie položil Carl Friedrich Gauss, který zkoumal vlastnosti křivek a ploch. V modernějším pojetí se diferenciální geometrie zabývá strukturami na hladké varietě. Na ní jsou definovány tečné vektory, vektorová a tenzorová pole, derivace a de Rhamův diferenciál. Geometrie na varietě se obvykle definuje přidáním další struktury (význačná metrika, konexe, diferenciální forma a pod).

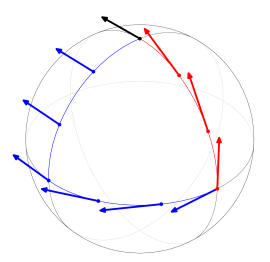
Paralelní přenos (geometrie) vektoru na sféře. Vektor paralelním přenosem přes sférický trojúhelník změnil směr

Riemannova geometrie je popsána metrikou na hladké varietě. Je to tedy struktura, na které jsou definovány kromě vektorů i úhly, velikosti vektorů, délky křivek a vzdálenosti. Metrika určuje jednu význačnou beztorzní konexi, díky které je možné přenášet paralelně vektory a definovat geodetiky. V případě, že metrika není pozitivně definitní (tj. některé vektory mohou mít zápornou velikost), mluví se o pseudoriemannově geometrii. Slouží jako model časoprostoru pro Einsteinovu teorii relativity.
Symplektická geometrie je popsána nedegenerovanou uzavřenou diferenciální 2-formou na hladké varietě. Má kořeny v Hamiltonovské formulaci klasické mechaniky a slouží jako model pro fázový prostor jistých klasických systémů. Pokud hybnosti a souřadnice jsou {\displaystyle p_{i},q_{i}}, forma definující geometrii je {\displaystyle \sum dp_{i}\wedge dq_{i}}.
Konformní geometrie je zadána třídou metrik na hladké varietě, které mají tu vlastnost, že v každém bodě jsou stejné až na kladný násobek. Tato struktura nám umožňuje měřit úhly vektorů, nikoliv však vzdálenosti. Analogie přímek jsou tzv. neparametrické geodetiky. Grupa vlastní těmto geometriím je grupa všech transformací, které zachovávají úhly. V komplexní rovině jsou to všechny komplexní holomorfní funkce s nenulovou derivací, ve vyšších dimenzích anebo na sférách je konformních zobrazení podstatně méně. Nejjednodušší model této geometrie je dvourozměrná sféra spolu s množinou všech lineárních lomených funkcí (homografií).
Cartanova geometrie je velmi obecná definice geometrie. Je to společné zobecnění Kleinovy a Riemannovy geometrie. Podobně jako je Riemannova geometrie je zobecněním Euklidovské geometrie na prostory s nenulovou křivostí, tak v Cartanově koncepci geometrie se dá zkonstruovat analogicky křivá verze k libovolnému typu Kleinovy geometrie. Obsahuje zobecněnou konexi (takzvaná Cartanova konexe). Převádění různých klasických geometrických struktur na univerzálnější Cartanovu definic řeší tzv. problém ekvivalence.
V poslední době se zkoumá jistá třída Cartanových geometrií, které se nazývají parabolické geometrie. Obsahují a zobecňují projektivní, konformní a symplektickou geometrii, nikoliv ale Riemannovu. Této problematice se v současnosti věnuje několik předních českých matematiků.
Diferenciální topologie je obor, která zkoumá topologické (globální) vlastnosti prostorů a zobrazení metodami diferenciální geometrie. Historicky nejstarším příkladem je Gauss-Bonnetova věta, která dává do souvislosti křivost nějakého prostoru a jeho Eulerovu charakteristiku. Modernější příklady jsou Morseho teorie, studium stupně zobrazení, výpočet charakteristických tříd a dalších topologických invariantů, pomocí diferencovatelných funkcí.
Další podobory diferenciální geometrie jsou Kontaktní geometrie, Kahlerovské geometrie, CR geometrie, Finslerova geometrie a další.

### Algebraická geometrie
Algebraická geometrie je obor na pomezí geometrie a abstraktní algebry. Studuje vlastnosti polynomů nad obecnými komutativními okruhy, hlavně množinu nulových bodů nějakého systému polynomů. Tyto množiny se nazývají algebraické variety.
Podobor algebraické geometrie je studium eliptických křivek, které mají úzkou souvislost s teorií čísel. Aplikace našla teorie eliptických křivek hlavně v kryptografii, ale také v statistice, teorii řízení, geometrickém modelování, teorii strun, teorii her a v dalších oborech.

## Elementární geometrie

### Geometrické útvary
V elementární geometrii se geometrické útvary obvykle reprezentují jako množiny bodů v Eukleidovském prostoru.

#### Rovinné útvary
Rovinné útvary jsou takové útvary, jež leží v rovině. Příklady rovinných útvarů:
- rovinné křivky – např. kuželosečky (kružnice, elipsa, parabola, hyperbola), cykloidy, řetězovky apod.
- trojúhelník, čtyřúhelník a jiné mnohoúhelníky, kruh, a podobně.

#### Prostorové útvary
Prostorové útvary jsou útvary, které nelze vnořit do roviny. Jsou to například:
- prostorové křivky – např. šroubovice
- plochy v prostoru – např. kvadriky (přímkové plochy, kulová plocha, elipsoid, paraboloid, hyperboloid) apod.
- tělesa – např. mnohostěny (krychle, kvádr, hranol, jehlan nebo Platónská tělesa), válec, kužel, koule apod.

Podobně lze uvažovat i vícerozměrné útvary. Příkladem mohou být čtyřrozměrná platónská tělesa.
Následuje galerie některých rovinných a prostorových geometrických útvarů:

Kružnice
Tři čtverce a bílý trojúhelník mezi nimi
Pravoúhlý trojúhelník, kosodélník a kruh
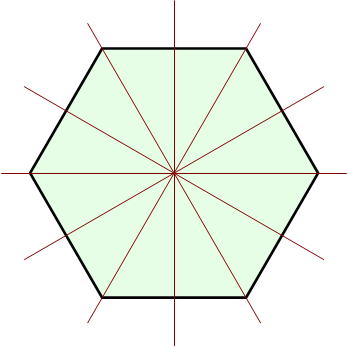
Pravidelný šestiúhelník a jeho osy symetrie
Dvě rovnoběžné přímky
Jehlan, koule a krychle v prostoru
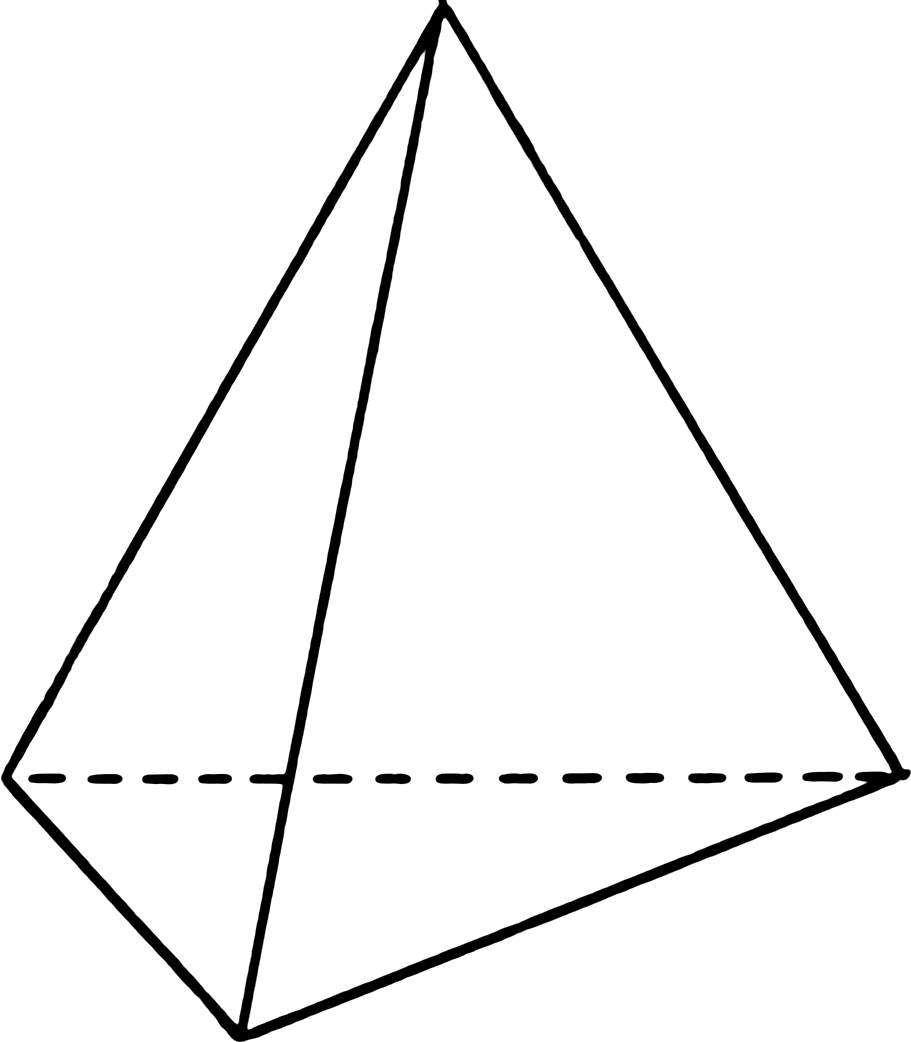
Čtyřstěn
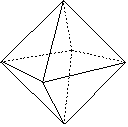
Pravidelný osmistěn, jedno z Platonských těles
Sféra (povrch koule)
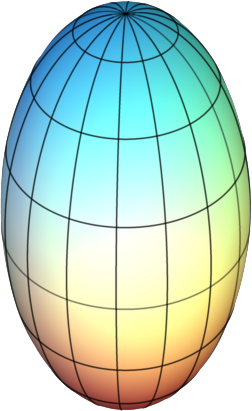
Elipsoid

#### Vlastnosti geometrických útvarů

První čtyři iterace konstrukce Kochovy křivky, která má neceločíselnou dimenzi log 4/log 3

Základní vlastnosti geometrických útvarů jsou například:
- Míry útvarů: délka, obsah, objem, povrch a obvod, jsou-li definovány. Tyto veličiny zjednodušeně řečeno vyjadřují „velikost“ či „rozsah“ útvaru.
- Dimenze: útvarům lze přiřadit číslo, které se nazývá počet rozměrů čili dimenze útvaru. Pro „běžné“ útvary je dimenze celé číslo: pro bod je to nula, pro přímku a obvyklé křivky 1, pro rovinu a běžné zakřivené plochy 2, pro prostorová tělesa jako koule a hranol 3. Existuje více způsobů definice dimenze; podle toho rozlišujeme např. topologickou dimenzi nebo různé fraktální dimenze (jako jsou Hausdorffova míra či Rényiho dimenze), jež pro speciální útvary zvané fraktály mohou být i neceločíselné.[59] (Pro fraktální útvary lze určovat i další speciální vlastnosti, např. lacunaritu,[60] měřící, nakolik fraktál vyplňuje prostor.)
- Symetrie čili souměrnost podle nějakého bodu, přímky či roviny, symetrie vzhledem k otočení nebo zrcadlení, či symetrie vůči změně měřítka (škálovací symetrie). Každému útvaru lze přiřadit jeho grupu symetrií, což je množina všech ortogonálních (případně jiných) zobrazení, které převádí útvar sám na sebe. Existence platónskych těles úzce souvisí s existencí konečných podgrup ortogonální grupy.
- Někdy se užívá pojem otevřený útvar pro útvar, který je otevřený topologicky, tedy obsahuje s každým svým bodem i nějaké jeho okolí. Příkladem je otevřená koule (bez hranice). Podobně se z topologie přebírají pojmy vnitřní body, vnější body, izolované body, hraniční body útvaru a souvislý útvar.
- Uzavřený útvar může znamenat
  - útvar, který obsahuje svoji topologickou hranici. Příkladem je koule s hranicí, anebo sféra.
  - O křivce se říká, že je uzavřená, pokud její koncový bod splývá s počátečním bodem.
- Útvar může být konvexní; to znamená, že úsečka mezi libovolnými dvěma jeho body leží celá v útvaru. Konvexní útvar musí být souvislý.

Shodnost dvou osově symetrických útvarů: shodují se úhly i délky úseček

Kromě obecných logických a množinových vztahů (existence, rovnost, inkluze, průnik, sjednocení) se v Eukleidovské geometrii také definuje
1. Vlastnost „ležet mezi“, např. bod A leží mezi body X a Y na přímce p.
2. Shodnost. Dva útvary jsou shodné, pokud existuje otočení, posunutí a zrcadlení (případně jejich kombinace), které jeden útvar zobrazí na druhý. Týká se např. úseček (stejná délka) nebo úhlů (stejná velikost úhlu). Značí se {\displaystyle \cong }. Například {\displaystyle \triangle \mathrm {ABC} \cong \triangle \mathrm {DEF} } čteme „trojúhelník ABC je shodný s trojúhelníkem DEF“ a znamená to, že oba trojúhelníky mají stejné délky stran a velikosti úhlů.
3. Podobnost. Dva útvary jsou podobné, pokud mají stejné úhly a proporce, velikosti se ale mohou lišit.

### Konstrukce pravítkem a kružítkem

Konstrukce čtverce za pomocí pravítka a kružítka.

Konstrukce pomocí kružítka a pravítka označuje konstrukci geometrických objektů (například úhlů) pouze pomocí idealizovaného pravítka (bez měřítka) a kružítka. O pravítku se předpokládá, že má nekonečnou délku, jen jednu hranu a žádné značky pro měření, o kružítku se předpokládá, že může nakreslit jakkoliv velikou kružnici.
Tento pojem se vyskytuje především v zadání úloh, které se týkají konstruovatelnosti. Úkolem bývá určit, zda z daného objektu je možné pomocí pravítka a kružítka vytvořit jiný objekt, který má dané vlastnosti. Příkladem obtížného úkolu je rozhodnout, které pravidelné n-úhelníky lze takto zkonstruovat (bez jakýchkoliv počátečních dat). V 19. století se dokázalo, že pravidelný n-úhelník je konstruovatelný, právě když všechny liché dělitele n jsou Fermatova prvočísla. Například lze takto zkonstruovat čtverec, avšak pravidelný 7-úhelník nelze. Dalším příkladem úlohy konstruovatelnosti jsou třeba úlohy trisekce úhlu, kvadratura kruhu a duplikace krychle. Lze dokázat, že ani jednu z těchto úloh pomocí Eukleidovské konstrukce vyřešit obecně nelze.
Je známo, že pokud předem zadaná data pozůstávají z konečné množiny bodů, pak každá konstrukce pomocí pravítka a kružítka je možná jenom pomocí kružítka (Mohr–Mascheroniho věta).
V školských úlohách se často objevuje úkol sestrojit trojúhelník s předem danými vlastnostmi. Někdy se kromě pravítka a kružítka připouští i úhloměr, případně je povoleno měřit pravítkem i vzdálenosti.

## Zobecnění

Spojitá deformace (homotopie) hrníčku na pneumatiku (torus).

Existují různá matematická zobecnění pojmu geometrický útvar. Topologie se zabývá vlastnostmi množin, které se nemění při spojitých transformacích a topologický prostor je zobecněním pojmu tvar. V topologii jsou definovány body a spojitost, nikoliv ale vektory, úhly a přímky.
Vlastnosti útvarů, které se zachovávají při určitých transformacích, se nazývají invarianty. V algebraické topologii jsou to například díry různých dimenzí (například kruh bez bodu má díru, plný kruh nikoliv). Invarianty, které formalizují a popisují typy a počty děr, jsou homotopické grupy a homologické grupy.
Geometrická topologie studuje variety a vztahy mezi nimi. Předměty studia geometrické topologie jsou například (pořád se vyvíjející) teorie uzlů, otázky existence vnoření variet do variet vyšších dimenzí a také topologická klasifikace hladkých variet.
Jeden z hraničních oborů mezi geometrií a algebrou je nekomutativní geometrie. Geometrický prostor je tady popisován pomocí algebry funkcí, které tvoří nekomutativní algebru.
Základy této teorie položil francouzský matematik Alain Connes koncem 80. let dvacátého století. Nekomutativní geometrie má aplikace v částicové fyzice a v nekomutativní kvantové teorii pole. Spekulace o souvislosti nekomutativní geometrie s M-teorií podnítily od konce 20. století zvýšený zájem o nekomutativní geometrii ve fyzice.